# Odontognophos saturata
Odontognophos saturata là một loài bướm đêm trong họ Geometridae.